# 相馬憲一
相馬 憲一（そうま けんいち、1957年〈昭和32年〉5月3日 - ）は、日本の政治家。栃木県大田原市長（第7代）。
栃木県議会議長（第107代）、栃木県議会議員（5期）、大田原市議会議長（第34代）、大田原市議会議員（3期）を歴任。

## 来歴
栃木県大田原市出身。「憲一」という名前は憲法記念日に生まれた長男であったことが由来だという。
大田原市立大田原小学校、大田原市立大田原中学校を経て、1976年（昭和51年）、栃木県立大田原高等学校を卒業。高校時代は野球部に所属し、キャッチャーを務めた。
1980年（昭和55年）、青山学院大学経営学部Ⅱ部経営学科を卒業し、同年4月、エドヤファミリーデパートに入社。その3年後の1983年（昭和58年）4月に有限会社大新に入社した。
大型店の進出によって疲弊した商店街の活性化のために大田原市議会議員選挙に出馬し、34歳で初当選。建設水道常任委員長、民生文教常任委員長、議会運営委員長などを歴任し、2001年（平成13年）12月から2003年（平成15年）1月まで大田原市議会議長を務めた他、市議会議員在任中の1997年に那須野ヶ原青年会議所理事長を務めた。
2003年（平成15年）4月13日、栃木県議会議員選挙に無所属で出馬し、初当選。その後、栃木県議会議員を5期19年務め、土木委員会委員長、経済企業委員会委員長、議会運営委員会委員長などを歴任。2020年（令和2年）3月から2021年（令和3年）3月まで栃木県議会議長を務め、2020年7月からは全国都道府県議会議長会副会長を務めた。
2021年（令和3年）11月4日、記者会見を開き、大田原市長選挙に出馬する意向を示し、翌2022年（令和4年）2月17日、栃木県議会議員を辞職。選挙戦では現職の津久井富雄ほか、大田原市議会議員の星雅人や鈴木隆が立候補。相馬は自由民主党所属の県議だったが、自由民主党や公明党は現職の津久井を推薦し、市議も21人中17人が津久井を支持し、市議選で支援した星、鈴木とも戦う状況となり、批判票が割れて現職に有利な情勢になるとの見方も出ていた。相馬は、政策発表記者会見で「市議からの応援は1人もいないし、自公の推薦も得られなかった。大変不利な状況だ」と評していたが、健全財政へ歳出を見直す第三者委員会設置や歴史を生かした観光地づくりなどを訴え、現職の津久井を189票の僅差で制し、初当選。同年4月8日、大田原市長に就任。
※当日有権者数：58,678人 最終投票率：51.24%（前回比： 15.12pts）
| 候補者名   | 年齢 | 所属党派 | 新旧別 | 得票数   | 得票率 | 推薦・支持         |
| ---------- | ---- | -------- | ------ | -------- | ------ | ------------------ |
| 相馬憲一   | 64   | 無所属   | 新     | 10,049票 | 33.6%  |                    |
| 津久井富雄 | 72   | 無所属   | 現     | 9,860票  | 33%    | 自由民主党、公明党 |
| 星雅人     | 37   | 無所属   | 新     | 7,684票  | 25.7%  |                    |
| 鈴木隆     | 63   | 無所属   | 新     | 2,273票  | 7.6%   |                    |